# Linux phone
 (novembre 2023).
Si vous disposez d'ouvrages ou d'articles de référence ou si vous connaissez des sites web de qualité traitant du thème abordé ici, merci de compléter l'article en donnant les références utiles à sa vérifiabilité et en les liant à la section « Notes et références ».
 (novembre 2023).
Un linux phone est un téléphone portable fonctionnant sous GNU/Linux ou sur un système dérivé.
Bien qu'il existe un groupement organisé pour en définir les standards, il n'existe pas véritablement de définition de ce qu'est un linux phone. La définition logique serait celle d'un téléphone portable fonctionnant sur le noyau linux ; pourtant des téléphones basiques de ce type existent et ne sont pas qualifiés ainsi.
L'expression Linux phone renvoie plutôt à des smartphones utilisant des systèmes d'exploitation parents de linux, généralement open source. Ces téléphones haut de gamme sous linux sont proposés au grand public depuis mi-2008, notamment avec la participation de Google qui utilise le système d'exploitation Android qui est lui-même basé sur le noyau Linux. D'autres ont déjà été proposés à la vente, le greenphone (utilisant Qtopia), ou encore le Neo1973 (utilisant OpenMoko), mais il s'agissait plutôt de diffusions de faible ampleur de supports matériels réservés aux développeurs, pour leur permettre de faire évoluer les plateformes logicielles associées.